# Zootopie
Ne doit pas être confondu avec Zookeeper ou Zoo Story.
Série Classiques d'animation Disney
Les Nouveaux Héros
(2014) Vaiana : La Légende du bout du monde
(2016)
Série Zootopie
Zootopie 2
(2025)
Pour plus de détails, voir Fiche technique et Distribution.
Zootopie ou Zootopia au Québec (Zootopia) est le 135e long-métrage d'animation et le 55e « Classique d'animation » des studios Disney réalisé par Byron Howard et Rich Moore. Entièrement réalisé en images de synthèse, le film est une comédie policière et un buddy movie sorti en salles en 2016. Il raconte l'histoire de l'optimiste et intrépide lapine Judy Hopps, lieutenant et nouvelle recrue de la police de Zootopie, ville exclusivement peuplée de mammifères anthropomorphes, où elle cherche à faire ses preuves en enquêtant sur la disparition d'une loutre avec l'aide du renard escroc Nick Wilde.
Aux États-Unis, son pays de production, le film est acclamé par la critique, élogieuse sur l'animation, le jeu des acteurs donnant leurs voix aux personnages ainsi que sur le scénario ; elle souligne l'actualité des thèmes abordés par le film comme les préjugés, la discrimination (positive comme négative), le racisme et les stéréotypes,,.
C'est un gros succès du box-office mondial : Zootopie est le quatrième film d'animation de l'histoire du cinéma à passer le milliard de dollars de recettes au box-office mondial.
Il remporte plusieurs distinctions, dont l'Oscar du meilleur film d'animation en 2017.
Vu le fort succès du premier film, Disney a annoncé une suite pour le 26 novembre 2025.

## Synopsis
Zootopie est une ville cosmopolite où ne vivent que des mammifères et où chaque espèce cohabite avec les autres ; qu’on soit un prédateur ou une proie, tout le monde est accepté à Zootopie. Judy Hopps est une lapine de 9 ans qui vit à la campagne avec ses parents. Alors que tous les membres de sa famille sont cultivateurs, Judy annonce pendant son spectacle d'école qu'elle veut vivre à Zootopie la grande métropole et devenir officier de police, ce qui affole ses parents qui estiment ce métier trop dangereux pour un lapin. En sortant du spectacle, Judy intervient en voyant Gideon Grey, un renard voyou, en train de racketter ses camarades. Gideon réagit violemment, griffant Judy à la joue, et se moque de son rêve de devenir lapin flic avant de s'en aller. Judy en sort traumatisée, mais encore plus déterminée à combattre le crime.
Quinze ans après, Judy est entrée à l'académie de police grâce à un programme de discrimination positive mis en place par le maire de Zootopie, mais a du mal face aux épreuves imposées. Malgré ses difficultés, elle persévère et finit par triompher en utilisant sa ruse et son agilité. Sortie major de sa promotion, elle est nommée lieutenant au commissariat central de Zootopie par le maire Leodore Lionheart (un lion) et son adjointe, Miss Bellwether (une brebis). Après avoir fait ses adieux à sa famille, elle prend le train pour Zootopie. Elle emménage dans un appartement minable du centre-ville, et commence son service le lendemain. Dès son arrivée, le chef Bogo (un buffle) la méprise ouvertement et l'affecte au stationnement comme contractuelle, alors que les gros bras (éléphants, rhinocéros, lions, tigres, ours, etc.) ont le droit d'enquêter sur l'affaire du moment : quatorze citoyens, tous des animaux prédateurs, ont mystérieusement disparu.
Pendant sa tournée, Judy suit chez un glacier un renard suspect, Nick Wilde. Elle le voit voulant acheter une immense glace pour l'anniversaire de son fils auprès des éléphants qui refusent de servir un renard. Indignée par ce traitement discriminatoire, Judy intervient et offre elle-même la glace au petit avant de reprendre son service. Plus tard, elle recroise les deux individus et se rend compte qu'elle a été roulée : Wilde et son pseudo-fils qui est en fait un fennec ont fait fondre l'énorme glace pour éléphant et l'ont transformée en dizaines de petites glaces qu'ils ont revendues, faisant ainsi une énorme marge de bénéfice. Après le départ du fennec, Judy accuse Wilde de lui avoir menti et menace de l'arrêter ; mais ce dernier, rusé, lui montre que son opération, quoique malhonnête, reste dans le cadre de la loi, et se moque de sa naïveté en lui révélant qu'en dépit des apparences, les préjugés et la discrimination sont bel et bien présents à Zootopie. Après lui avoir asséné qu'elle ne sera jamais un vrai flic, Wilde s'en va, laissant derrière lui une Judy démoralisée. Une fois rentrée chez elle, ses voisins n'arrangent pas son humeur, puis elle reçoit un appel de ses parents qui laissent éclater leur soulagement en apprenant qu'elle n'est que contractuelle, le poste le moins dangereux, ce qui achève de l'abattre.
Le lendemain, elle reprend sa tournée, les plaintes de conducteurs verbalisés n'améliorant pas son humeur, mais retrouve son enthousiasme lorsqu'elle surprend une belette en train de s'enfuir après avoir volé des fleurs. Après une course-poursuite à travers le quartier miniature de Little Rodentia, elle finit par l'arrêter, sauvant au passage une musaraigne que le voleur avait failli écraser. Elle est en revanche réprimandée par Bogo pour avoir abandonné son poste de contractuelle et mis en danger les petits habitants de Little Rodentia. Judy lui demande de lui confier une vraie mission, mais Bogo refuse abruptement. C'est là que débarque Mrs. Otterton (une loutre), l'épouse d'un des quatorze animaux portés disparus, venue implorer Bogo de retrouver son mari. Alors que Bogo déplore que tous ses enquêteurs soient occupés, Judy saute sur l'occasion et annonce à Mrs. Otterton qu'elle se charge de l'affaire. Bogo menace de renvoyer Judy pour insubordination, mais en est empêché par l'arrivée de l'adjointe au maire Bellwether, enthousiaste d'apprendre que leur nouvelle recrue s'occupe de l'enquête. Une fois Bellwether et Mrs. Otterton parties, Bogo, furieux, lance un ultimatum à Judy : si elle n'a pas résolu l'affaire d'ici 48 heures, elle devra démissionner.
En examinant le dossier et les photos prises par les caméras de la ville, Judy découvre qu'Otterton avait acheté une de ses glaces à Nick Wilde juste avant de disparaître. Judy va voir Wilde pour lui demander dans quelle direction est parti Otterton après avoir acheté sa glace. Wilde refuse d'aider la lapine jusqu'à ce qu'elle menace de l'arrêter pour fraude fiscale, l'ayant enregistré avec son stylo-dictaphone alors qu'il se vantait des bénéfices engrangés par ses magouilles : elle ne lui donnera le stylo que s'il l'aide à résoudre son enquête. Wilde avoue qu'il a vu Otterton entrer dans un club naturiste. Le propriétaire du club confirme qu'Otterton est venu ce jour-là suivre un cours de yoga et qu'une limousine blanche est venue le chercher à la sortie. Après un passage au service des immatriculations tenu par des paresseux, Judy et Nick retrouvent la limousine qui s'avère appartenir à Mr. Big, le parrain de la mafia de Toundraville, dont Nick s'est fait l'ennemi en le trompant sur une marchandise qu'il lui avait vendue.
En inspectant la limousine, dans laquelle ils retrouvent le portefeuille d'Otterton au milieu de multiples marques de griffes, Judy et Nick sont capturés par les ours polaires de Mr. Big et conduits dans sa villa. Le parrain (qui s'avère être une musaraigne), mécontent de revoir Nick accompagné d'une policière, envisage d'abord de les tuer jusqu'à ce que sa fille intervienne : c'est la jeune musaraigne dont Judy avait sauvé la vie. Reconnaissant, Mr. Big les épargne et accepte de répondre à leurs questions : il admet avoir envoyé une limousine à Otterton, qui était son fleuriste et qui avait quelque chose d'important à lui dire, mais Otterton n'est jamais venu au rendez-vous. Mr. Big leur donne l'adresse du jaguar chauffeur qui conduisait la limousine : Manchas, le seul à pouvoir leur dire ce qui est arrivé à Otterton sur le trajet.
Judy et Nick se rendent dans le quartier de la forêt tropicale, où habite Manchas. Ils le trouvent chez lui, balafré à l’œil et terrorisé. Manchas leur annonce que c'est Otterton qui l'a mis dans cet état : pendant le trajet dans la limousine, Otterton est soudain devenu fou furieux et l'a sauvagement attaqué sans raison. Manchas leur annonce aussi qu'Otterton s'est mis à délirer et à parler de « hurleurs nocturnes ». Alors que Judy et Nick se demandent ce que sont les « hurleurs nocturnes », Manchas est pris à son tour de convulsions, devient lui aussi sauvage et pourchasse Judy et Nick à quatre pattes. Judy réussit à menotter le jaguar fou à un réverbère, sauvant la vie de Nick au passage, et prévient les renforts. Mais lorsque le chef Bogo et la brigade arrivent, le jaguar a disparu, à la surprise de Judy. Croyant qu'elle se paie sa tête et refusant de considérer Nick comme un témoin digne de foi, Bogo, à bout de patience, exige que Judy rende son badge sur-le-champ mais Nick, qui a fini par sympathiser avec elle, intervient et rappelle à Bogo qu'elle a encore dix heures pour conclure l'enquête.
Lorsque Judy remercie Nick de l'avoir défendue, ce dernier lui explique que lui-même a été persécuté depuis son enfance parce qu'il est un renard, stéréotypé comme indigne de confiance, ce qui l'a poussé à devenir un arnaqueur. Nick a soudain l'idée d'examiner les vidéos des caméras de surveillance pour découvrir ce qui est arrivé au jaguar menotté au réverbère et Judy le conduit à la mairie où l'adjointe au maire Bellwether, méprisée et traitée comme une secrétaire par son patron, leur donne accès aux vidéos. Les caméras révèlent que ce sont des loups qui ont capturé le jaguar fou et l'ont emmené en camionnette à l'hôpital désaffecté de Cliffside, à l'extérieur de la ville. Judy et Nick se disent que ces loups doivent être les fameux « hurleurs nocturnes » et se rendent à Cliffside, où ils entrent par effraction en distrayant les gardes. À l'intérieur, Judy et Nick trouvent, enfermés dans des cellules en plexiglas, non seulement Otterton et Manchas, mais aussi les treize autres prédateurs qui avaient disparu, tous devenus sauvages. Ils découvrent aussi que le maire était au courant et qu'il harcèle le médecin pour trouver un traitement ; le maire étant un lion, il craint que cette épidémie ne provoque un mouvement de panique chez les citoyens à l'encontre des prédateurs de la ville et ne lui coûte son poste. L'alerte est donnée, mais Judy et Nick parviennent à s'échapper du bâtiment et contactent le chef Bogo pour lui annoncer qu'ils ont retrouvé tous les disparus. La brigade prend d'assaut l'hôpital et arrête le maire et ses complices, celui-ci insistant n'avoir agi que pour protéger la ville.
Après ce coup de filet, Bellwether remplace Lionheart comme maire et Judy fait la une et devient une héroïne pour toute la ville. Devenue amie avec Nick, elle l'invite à s'engager dans la police à ses côtés avant de se rendre à la conférence de presse donnée dans le hall du commissariat. Cependant, interrogée sur la raison de la folie soudaine des prédateurs disparus, Judy annonce à la presse ce qu'elle a entendu entre le maire et le médecin la veille : ces prédateurs sont victimes de leurs gènes, qui ont fait remonter leur nature agressive profonde à la surface et les ont rendus aussi sauvages et vicieux qu'autrefois. Nick accueille très mal les commentaires de Judy sur les prédateurs, qui lui rappellent la méfiance dont il a été victime depuis sa jeunesse, et lui reproche ses propos irresponsables lorsqu'elle revient le voir. Judy lui explique qu'elle ne pensait pas à lui en disant ça, mais Nick l'accuse de toujours le considérer comme un ennemi, montrant comme exemple le spray anti-renard offert par ses parents qu'elle porte à sa ceinture. Judy, alarmée par le comportement de plus en plus agité de Nick, pose sa main sur son arme par réflexe, prête à se défendre. Nick voit dans ce geste la confirmation de ses propos et part, déçu et amer.
Durant les semaines qui suivent, les incidents causés par des prédateurs devenus sauvages se multiplient. La panique et la haine raciale s'emparent de la ville, les prédateurs sont de plus en plus craints ou persécutés et des émeutes éclatent. S'estimant responsable de la situation, Judy quitte la police et retourne vivre chez ses parents à la campagne.
Alors qu'elle est en train de vendre des carottes au stand de ses parents, elle a la surprise de voir arriver Gideon Grey, devenu pâtissier. Ses parents lui expliquent qu'inspirés par son ouverture d'esprit, ils se sont associés à Gideon. Celui-ci, en voyant Judy, s'excuse immédiatement auprès d'elle de s'être conduit comme un voyou durant sa jeunesse. Judy, touchée, accepte ses excuses. Durant la conversation qui suit, elle apprend que les « hurleurs nocturnes » sont une variété de crocus très toxiques et qu'un frère de sa mère est autrefois devenu fou furieux après en avoir mangé un. Elle comprend alors que c'est la toxine de ces fleurs qui a rendu les prédateurs sauvages et retourne immédiatement à Zootopie.
Une fois de retour en ville, elle retrouve Nick et le supplie de lui pardonner et de l'aider une dernière fois. Devant ses larmes, il finit par accepter et les deux amis se réconcilient. Ils remontent la piste grâce à Duke Weaselton, le voleur de fleurs que Judy avait arrêté et, avec l'aide de Mr. Big, lui font avouer à qui il devait livrer les « hurleurs nocturnes » qu'il avait essayé de voler. Weaselton révèle qu'ils étaient destinés à Doug, un bélier peu sympathique qui vit dans une ancienne station de métro abandonnée.
Nick et Judy s'y rendent et découvrent un laboratoire clandestin installé dans une vieille rame de métro, dans laquelle Doug, aidé par deux autres béliers, cultive et raffine les « hurleurs nocturnes » en un sérum qui, injecté dans des capsules tirées par un fusil ou un pistolet à air comprimé, rend instantanément les victimes sauvages. Doug reçoit un appel d'un mystérieux commanditaire, révélant qu'il est responsable de tous les cas de prédateurs sauvages. Judy prend le contrôle de la rame, avec l'intention d'amener le laboratoire entier à la police comme preuve. Les chimistes se lancent à leur poursuite, après avoir prévenu leur patron. Judy et Nick parviennent à les semer, mais le train déraille, les obligeant à sauter en marche avant qu'il n'explose, détruisant la quasi-totalité des preuves. Heureusement, Nick a sauvé l'étui contenant le pistolet à air comprimé chargé d'une capsule de sérum. Alors qu'ils coupent par le musée d'histoire naturelle fermé pour rénovations, Bellwether apparaît, accompagnée de plusieurs moutons policiers, mais Judy, méfiante, la reconnaît comme étant le véritable cerveau de l'opération. En tentant de fuir avec Nick, elle se blesse à la jambe, l'empêchant de courir, ce qui les oblige à se cacher lorsque Nick refuse de l'abandonner. Bellwether, tout en tâchant de les débusquer, explique qu'elle a orchestré ces attaques pour créer un climat de haine raciale envers les prédateurs (trop avantagés dans leur société et bénéficiant de trop de privilèges), afin d'unir les 90 % d'animaux-proies vivant à Zootopie contre un ennemi commun. Après les avoir piégés dans une fosse d'exposition, Bellwether récupère le pistolet et décide d'en finir en tirant sur Nick, avant de prévenir la police qu'un renard sauvage a tué le lieutenant Hopps dans le musée. Mais c'était sans compter sans la ruse de Nick qui, prévoyant le coup, avait substitué des myrtilles à la capsule de sérum et feint de chasser Judy sous son emprise, tandis que cette dernière enregistre les aveux de Bellwether sur son stylo. Bellwether tente de fuir, mais voit sa retraite coupée par Bogo et sa brigade qui l'arrêtent, ainsi que ses moutons.
Bellwether se retrouve en prison, un antidote aux « hurleurs nocturnes » est trouvé et toutes les victimes redeviennent normales. Le calme revient en ville. Judy réussit à convaincre Nick de rentrer dans la police, tous deux finissent coéquipiers et patrouillent ensemble dans les rues pour faire régner la loi.

## Fiche technique
Sauf indication contraire, les informations mentionnées dans cette section peuvent être confirmées par la base de données cinématographiques IMDb,  présente dans la section « Liens externes ».
- Titre original et québécois : Zootopia
- Titre français : Zootopie
- Réalisation : Byron Howard et Rich Moore
- Co-réalisation : Jared Bush
- Scénario : Jared Bush et Phil Johnston
- Récit : Byron Howard, Rich Moore, Jared Bush, Josie Trinidad, Jim Reardon, Phil Johnston, Jennifer Lee
- Storyboard : Lauren MacMullan, Chris Williams, Dean Wellins, Stephen J. Anderson, Stevie Wermers
- Musique : Michael Giacchino
- Production : John Lasseter, Clark Spencer et Osnat Shurer (en)
- Sociétés de production : Walt Disney Pictures et Walt Disney Animation Studios
- Société de distribution : Walt Disney Studios Motion Pictures International
- Budget : estimé à 150 000 000 $[6]
- Box office : 1 023 784 195 $
- Rentabilité : 683 %[réf. nécessaire]
- Pays de production :  États-Unis
- Langue originale : anglais
- Format : couleur
- Genre : animation
- Durée : 108 minutes
- Dates de sortie :
  - États-Unis : 4 mars 2016
  - France : 17 février 2016

## Distribution

### Voix originales
- Ginnifer Goodwin : le lieutenant Judy Hopps
- Jason Bateman : Nick Wilde
- Idris Elba : le chef Bogo
- J. K. Simmons : le maire Leodore Lionheart
- Jenny Slate : l'adjointe au maire Dawn Bellwether
- Nate Torrence : l'officier Benjamin Clawhauser
- Bonnie Hunt : Bonnie Hopps
- Don Lake : Stu Hopps
- Octavia Spencer : Mme Otterton
- Maurice LaMarche : Mr Big
- Shakira : Gazelle
- Tom Lister, Jr. : Finnick
- Phil Johnston : Gideon Grey
- Tommy Chong : Yax
- Raymond S. Persi : Flash
- Alan Tudyk : Duke Weaselton
- Katie Lowes : Dr Madge Honey Badger
- Jesse Corti : M. Manchas
- John DiMaggio : Jerry Jumbeaux Jr.
- Peter Mansbridge : Peter Moosebridge
- Kristen Bell : Priscilla
- Leah Latham : Fru Fru
- Rich Moore : Doug
- Brett Goldstein : Ram Thug

### Voix françaises
- Marie-Eugénie Maréchal : Judy Hopps
- Alexis Victor : Nick Wilde
- Pascal Elbé : Chef Bogo
- Xavier Fagnon : le maire Leodore Lionheart
- Claire Keim : l'adjointe au maire Dawn Bellwether
- Fred Testot : l'officier Benjamin Clawhauser
- Isabelle Desplantes : Bonnie Hopps
- Pascal Casanova : Stu Hopps
- Christèle Billault : Mme Otterton
- Manuel Tadros : Mr Big
- Lubna Gourion : Gazelle[7]
- Teddy Riner : Finnick
- Thomas N'Gijol : Yax
- Jean-Claude Donda : Flash
- Emmanuel Karsen : Duke Weaselton
- Clara Quilichini : Judy Hopps, jeune
- Arthur Pestel : Gidéon Grey, jeune
- Gilbert Lévy : Gidéon Grey, adulte
- Benoît Du Pac : Travis
- Armelle Gallaud : sergent instructeur / Priscilla
- Paul Borne : Jerry Jumbeaux Jr.
- Delphine Braillon : Docteur Madge Honey-Badger
- Aloïs Agaësse-Mahieux : Nick Wilde, jeune
- Marie Zidi : Nangi
- Boris Rehlinger : M. Manchas
- Jean-Luc Atlan : cochon affolé
- Sarah Marot : Fru Fru
- Bernard Métraux : Doug
- Gérard Surugue : Woolter
- Christian Peythieu : Peter Moosebridge
- Gilduin Tissier : Bucky Oryx-Antlerson
- Bertrand Dingé : Pronk Oryx-Antlerson
- Olivier Cordina : le lieutenant McCorne
- Laëtitia Lefebvre : Dharma Armadillo
- José Luccioni : souris constructeur
- Mathieu Buscatto : les loups gorilles

### Voix québécoises
- Mylène Mackay : Judy Hopps[8]
- Alexandre Fortin : Nick Wilde
- Frédérik Zacharek : Chef Bogo
- Daniel Picard : Maire Lionheart
- Pascale Montreuil : Bellweather
- Fred Testot : Clawhauser
- Julie Le Breton : Bonnie Hopps[9]
- Martin Matte : Stu Hopps[9]
- Hélène Lasnier : Mme Otterton
- Manuel Tadros : Mr Big
- Éveline Gélinas : Gazelle
- Guy Nadon : Finnick
- Benoît Rousseau : Yax
- Marc Labrèche : Flash
- Marine Guérin : Judy Hopps, jeune
- Sébastien Reding : Gidéon Grey
- Chantal Baril : instructrice / Nangi
- Pierre Lebeau : Jerry Jumbeaux Jr.
- Catherine Hamann : Dr Madge Honey Badger
- Sylvain Hétu : M. Manchas
- Jean-Jacques Lamothe : Duke Weaselton
- Loïc Moënner : Nick Wilde, jeune
- Philippe Martin : cochon frénétique
- Claudia-Laurie Corbeil : Fru Fru
- Thiéry Dubé : Doug
- Pierre-Étienne Rouillard : Peter Moosebridge
- Widemir Normil : Bucky Oryx-Antlerson
- Fayolle Jean Jr. : Pronk Oryx-Antlerson / Agent McHorn
- Marie-Andrée Corneille : propriétaire
- Marc St-Martin : souris contremaître
- Élisabeth Lenormand : Priscilla

## Sorties cinéma
- 11 février 2016 : Danemark
- 12 février 2016 : Espagne
- 13 février 2016 : Belgique (Festival international du film d'animation de Bruxelles)
- 17 février 2016 : France, Indonésie, Pays-Bas, Philippines
- 18 février 2016 : Argentine, Chili, Italie, Corée du Sud, Mexique, Uruguay
- 19 février 2016 : Pologne, Vénézuela, Vietnam
- 24 février 2016 : Suède
- 25 février 2016 : Cambodge, Portugal, Singapour, Thaïlande
- 26 février 2016 : Islande, Norvège, Taïwan
- 3 mars 2016 : Allemagne, Azerbaïdjan, Bosnie-Herzégovine, Bahreïn, Émirats arabes unis, Égypte, Croatie, Hongrie, Jordanie, Koweït, Kazakhstan, Liban, Malaisie, Oman, Serbie, République tchèque, Russie, Slovaquie
- 4 mars 2016 : Afrique du Sud, Bulgarie, Canada, Chine (sauf Hong Kong), Chypre, États-Unis, Estonie, Finlande, Inde, Lettonie, Lituanie, Mongolie, Pakistan
- 17 mars 2016 : Australie, Brésil, Ukraine
- 18 mars 2016 : Irlande
- 24 mars 2016 : Hong Kong, Israël
- 25 mars 2016 : Royaume-Uni
- 23 avril 2016 : Japon
- 10 juin 2016 : Turquie

Source : IMDb (liste non exhaustive).

## Origine et production
| Byron Howard · Rich Moore |

Le 9 août 2013, les studios Disney annoncent lors de l'exposition D23 que le réalisateur Byron Howard travaille sur une comédie d'aventure animalière nommée Zootopia. Jared Bush est annoncé au scénario. Selon les dires de son réalisateur, le film serait très différent des autres productions d'animaux anthropomorphes dans lesquels les animaux vivent dans un monde sauvage ou avec les humains. Le concept selon lequel les animaux vivent dans leur propre monde moderne conçu par eux-mêmes a été bien accueilli par John Lasseter, directeur créatif du studio à l'époque, qui, lorsque le projet lui a été soumis, aurait même rappelé au réalisateur Byron Howard l'image de Rafiki soulevant Simba dans Le Roi lion .
Les deux réalisateurs ont déjà des « Classiques Disney » à leur actif : Byron Howard a coréalisé Volt, star malgré lui (2008) et Raiponce (2010) tandis que Rich Moore a réalisé Les Mondes de Ralph (2012).
Le film n'a pas été produit dans les locaux historiques de la firme à Burbank, alors en travaux, mais à 8 km de là, dans une ancienne usine située à Tujunga Avenue, près de l'aéroport Bob Hope. D'après les réalisateurs, l'« ambiance de start-up » qui y régnait a favorisé le développement du film.

### Genèse et premiers essais
Après que Byron Howard et Nathan Greno, réalisateurs de Raiponce, eurent achevé le film, le producteur John Lasseter leur demanda de lui soumettre au moins trois idées de films. Parmi les six idées environ qui furent soumises, presque toutes avaient en commun d'avoir comme personnages des animaux anthropomorphes,. D'après Byron Howard, « l'un était un film spatial. Il s'appelait Pug, The Bounty Hunter » (litt. en français : « Carlin, le chasseur de primes »). « [Il y] avait un lapin de l'espace [...] en combinaison spatiale. » Un autre s'intitulait The Island Of Dr. Meow (« L'Île du Docteur Miaou ») et était « une sorte de version de film de série B ringard  — comme un film de Roger Corman [...] des années 1960. » Des adolescents se rendaient sur cette île et un chat de plus de 1,80 m de haut transformait ces gens en animaux,.

### Développement du scénario
Une fois le projet lancé, Zootopie est d'abord conçu comme un film d'espionnage centré sur un personnage nommé « Jack Savage » ressemblant en quelque sorte à James Bond. Avec l'aide du Disney Story Trust, un groupe composé du haut personnel créatif du studio qui se réunissait régulièrement pour discuter de tous les projets en développement, le film devient une procédure policière où Wilde a le rôle principal et Hopps principalement celui de faire-valoir,.
Parmi les films qui les ont inspirés pour créer cette histoire, les deux réalisateurs citent notamment 48 heures (1982), Le Roi Lion (1994) ou bien encore Un fauteuil pour deux (1983).

### Évolution et personnages
À l’origine, le film était structuré pour que Nick soit le personnage principal et Hopps son faire-valoir. En novembre 2014, les cinéastes ont réalisé que l’intrigue du film serait plus engageante s'ils échangeaient les rôles. Ils ont ainsi réécrit le scénario pour se concentrer sur la description de Judy Hopps comme nouvelle arrivante en ville, naïve mais héroïque, et dont les idéaux égalitaires doivent faire face aux préjugés de Zootopie, contrairement à Nick Wilde, autochtone aigri qui subit cyniquement ces préjugés.

#### Judy Hopps

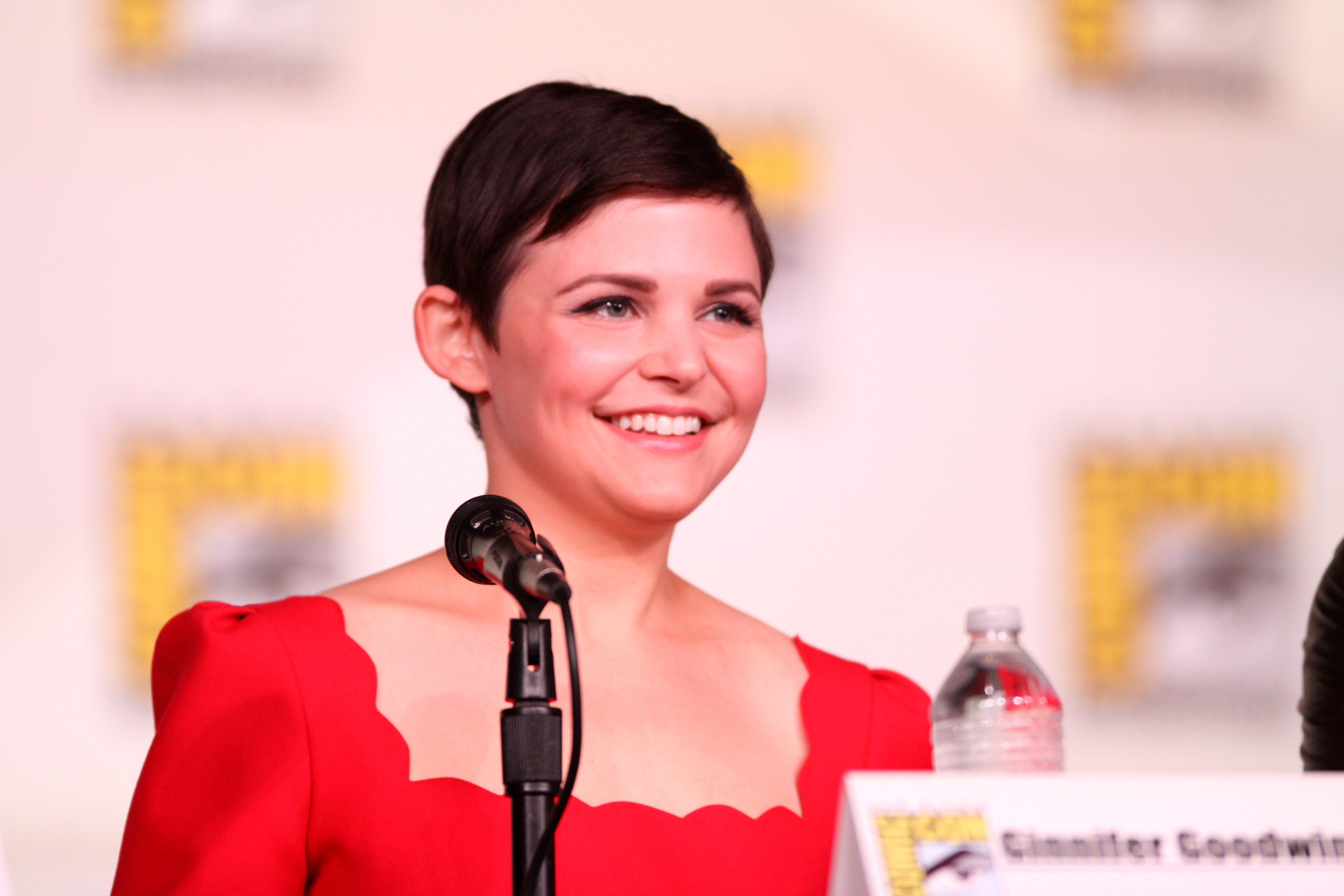
Ginnifer Goodwin est la voix originale de Judy Hopps. Les vidéos de ses séances d'enregistrement ont servi aux animateurs pour travailler les postures de son personnage.

À mesure que le scénario évoluait, la personnalité de Judy Hopps devenait plus optimiste et plus naïve, ce qui a influencé son apparence. Selon le directeur artistique des personnages, Cory Loftis, le plus gros défi a été de la rendre robuste alors que les lapins sont « mignons, doux et adorables », ce qui s'est principalement traduit par des bras et des cuisses plus massifs que pour un lapin réel. Mais, contrairement à ce qui s'est produit pour d'autres personnages, son processus de conception a été relativement facile car sa personnalité a été trouvée assez tôt et n'a nécessité que quelques retouches par la suite.

### Animation
Dans le monde de l'animation, rendre correctement la fourrure et les cheveux est une tâche considérée comme très ardue. Ici, non seulement les studios Disney doivent animer un personnage principal entièrement couvert de fourrure, ce qui n'était pas arrivé depuis Volt (sorti en 2008), mais l'intégralité des personnages de Zootopie sont dans le même cas. Alors qu'Elsa, héroïne de la Reine des Neiges, compte 400 000 cheveux, une souris et une girafe de Zootopie ont respectivement 480 000 et 9 millions de poils.

#### Progrès techniques

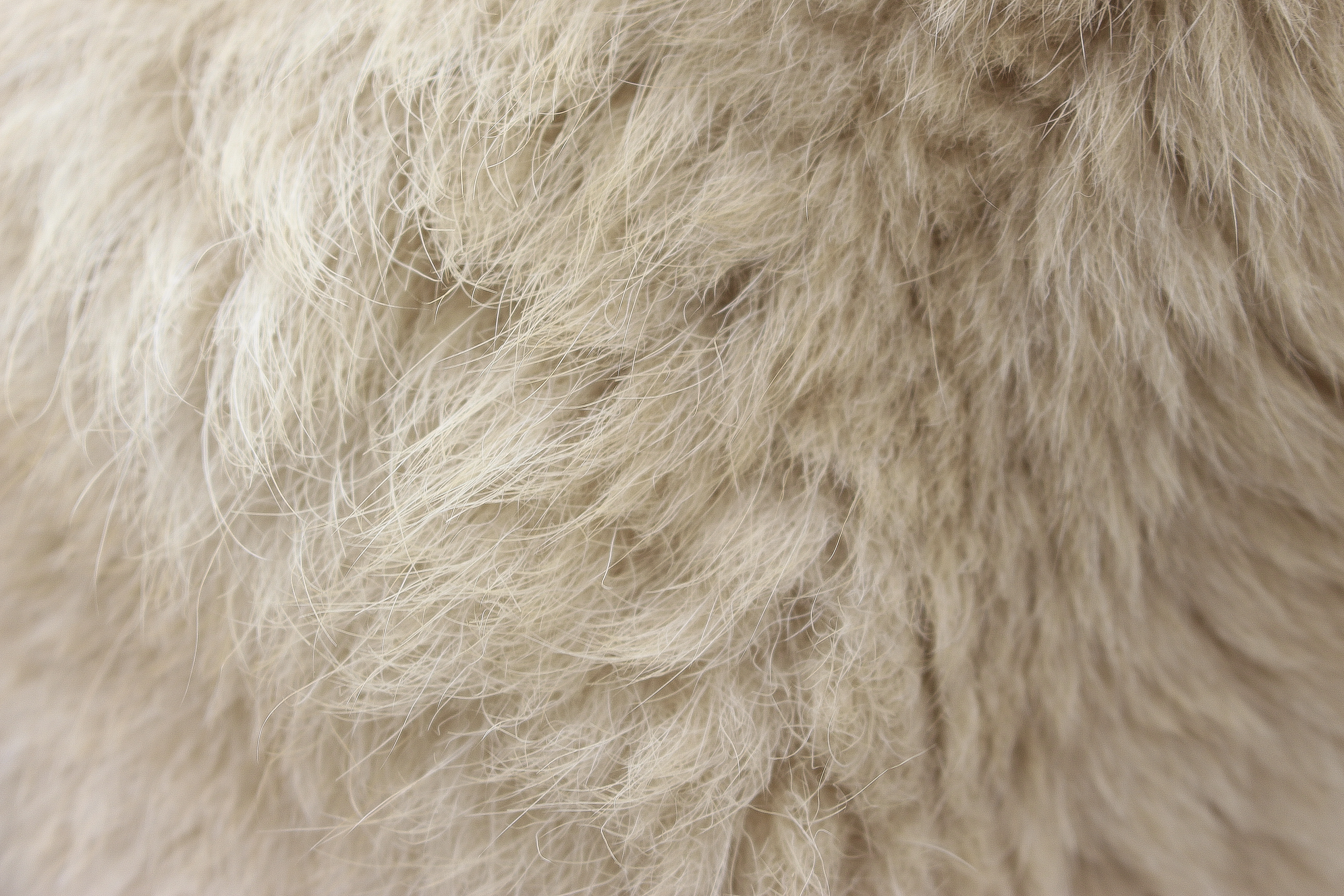
Le studio a développé son propre logiciel pour créer une fourrure la plus réaliste possible.

Les travaux les plus récents que Disney avait entrepris en matière d'animation de la fourrure datait alors de son film Volt pour son personnage principal, mais le logiciel utilisé à l'époque n'était pas prêt pour créer la fourrure réaliste des animaux de Zootopie. Les ingénieurs en informatique du studio ont donc développé le logiciel de contrôle de fourrure iGroom, ce qui donna aux concepteurs de personnage un contrôle précis sur le brossage, la forme et l'ombrage de la fourrure et rendit possible la création d'une variété de styles excentriques pour chaque animal. Le logiciel était aussi capable de contrôler une sous-couche virtuelle pour donner à la fourrure une impression de moelleux à un degré sans précédent. Cette fonction a été utilisée pour créer des personnages comme l'Officier Clawhauser, lequel possède une grosse tête faite de fourrure tachetée. Parmi les personnages avec un nombre remarquable de poils ou de cheveux se trouvent les deux personnages principaux, Judy Hopps et Nick Wilde, avec environ 2,5 millions de poils ; une girafe avec neuf millions ; une gerbille avec 480 000 et un rongeur avec plus de poils que les 400 000 cheveux de la tête d'Elsa dans La Reine des Neiges.
Zootopie est le deuxième Disney, après Les Nouveaux Héros à utiliser le moteur de rendu Hyperion. Un nouveau modèle de fourrure y a été ajouté pour faciliter la création d'images réalistes de la fourrure dense des animaux. Nitro, une application d'affichage en temps réel développée depuis la réalisation des Mondes de Ralph, est utilisée pour rendre bien plus vite la fourrure plus consistante, intacte et subtile, contrairement à la pratique précédente de prédire le fonctionnement de la fourrure en réalisant et en observant la silhouette ou les poses du personnage. Le générateur d'arbres et de plantes Bonsai, d'abord utilisé dans La Reine des neiges, est réutilisé pour réaliser de nombreuses variations des arbres avec un feuillage très détaillé.

#### Inspirations et recherches sur le style

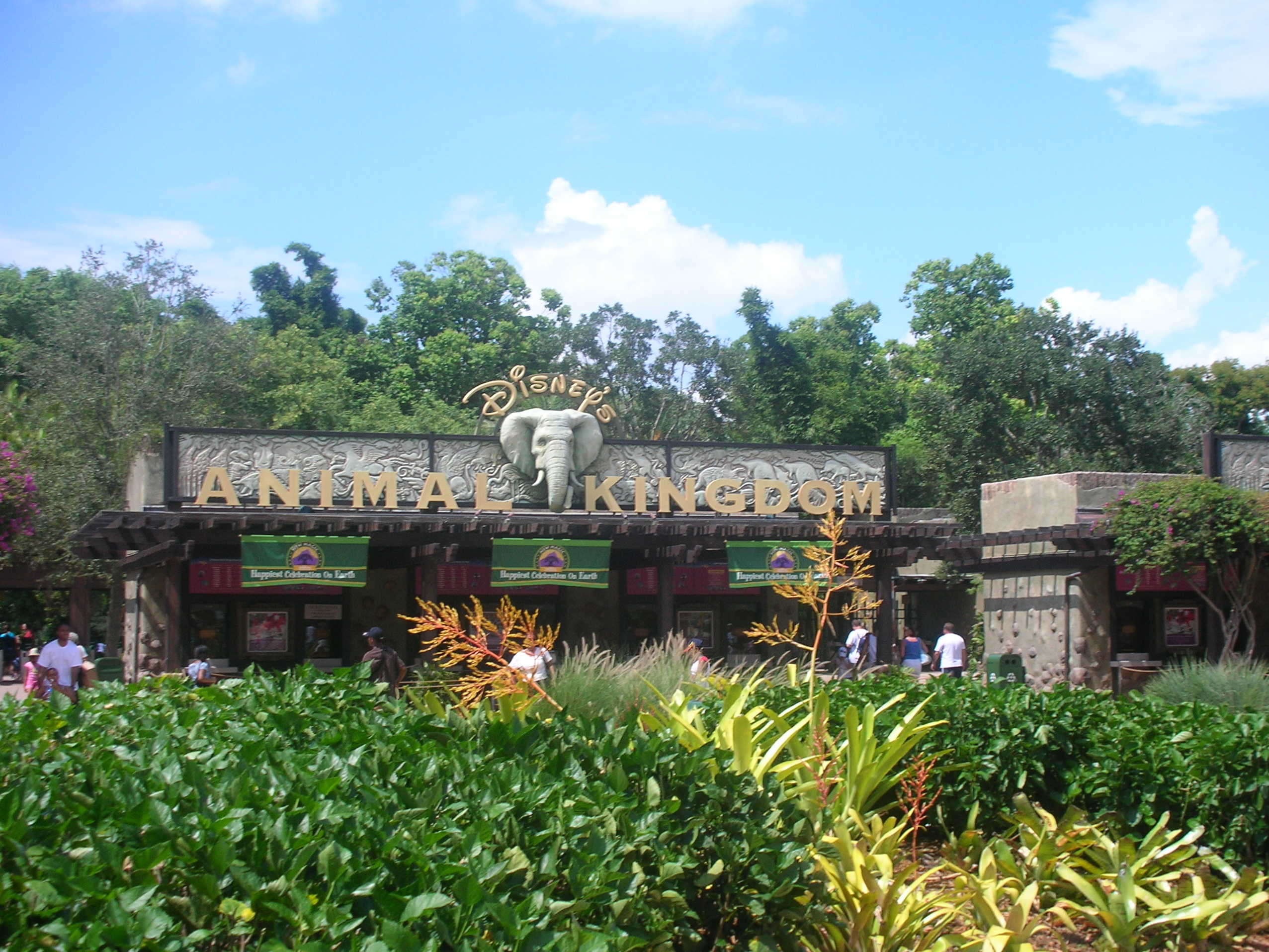
Entrée du Disney's Animal Kingdom, où a eu lieu une partie des recherches du film.

Les recherches sur le film eurent lieu au Disney's Animal Kingdom, au Kenya et au San Diego Zoo Safari Park, où les animateurs passèrent huit mois à étudier les différents démarches des animaux ainsi que la couleur des pelages,. 800 000 formes de mammifères ont été créées pour et placées dans le film. Afin de rendre les personnages encore plus réalistes, ils se rendirent aussi au musée d'histoire naturelle pour observer de près l'apparence de la fourrure au microscope sous des éclairages variés.
Pour la conception urbaine de la ville de Zootopie, la réalisation s'inspira de villes importantes dont New York, San Francisco, Las Vegas, Paris, Shanghai, Hong Kong, et Brasilia. Pour développer une cité qui pourrait être véritablement habitée par des animaux hauts de 5 cm (deux pouces) à 8 m (27 pieds) et venant de climats extrêmement différents, les cinéastes ont consulté des spécialistes de l'Americans with Disabilities Act et des concepteurs de systèmes de climatisation.

#### Références à Disney

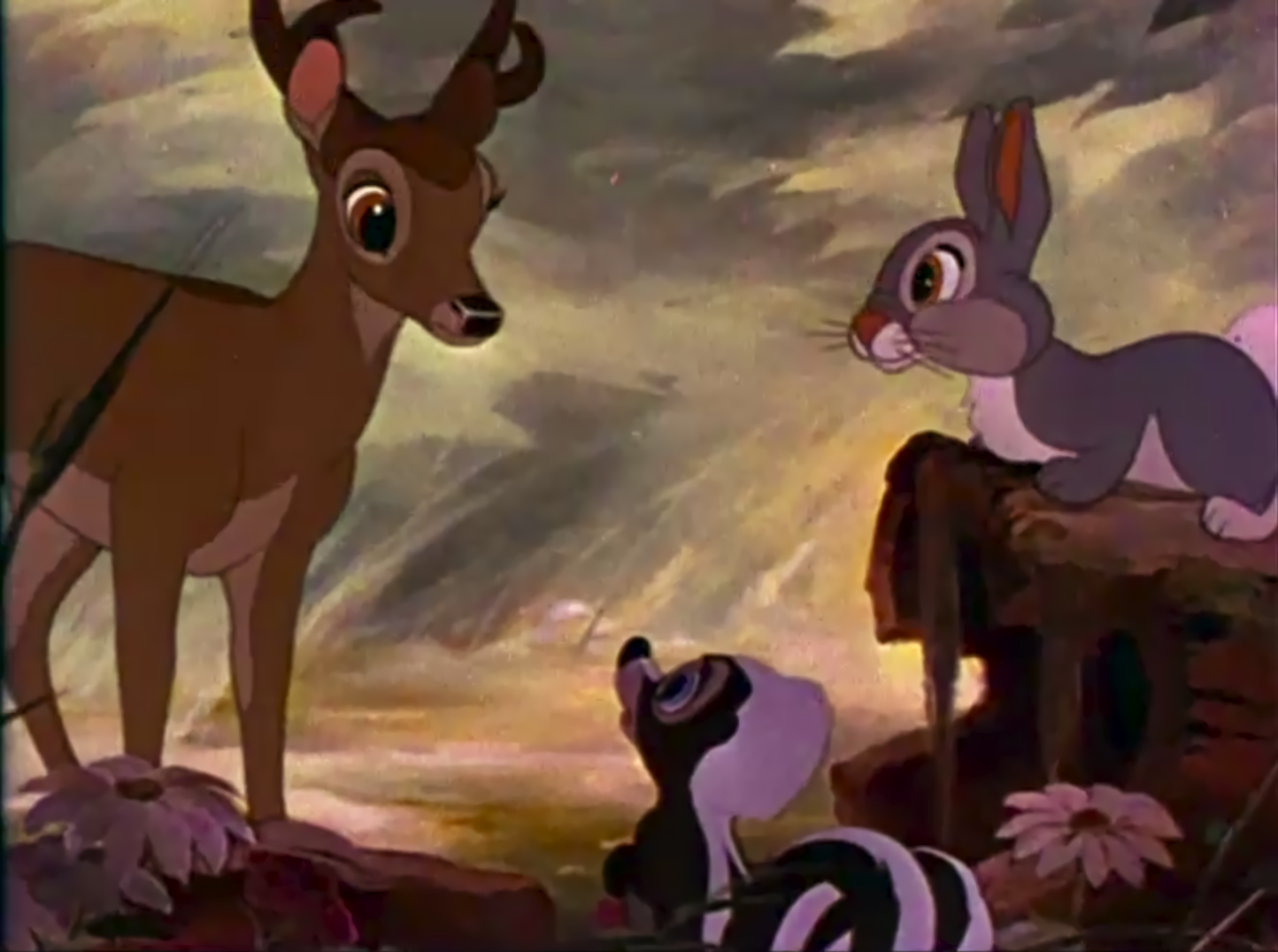
Bambi (gauche) et Panpan (droite), deux personnages de Disney auxquels il est fait référence dans le film.

### Musique originale

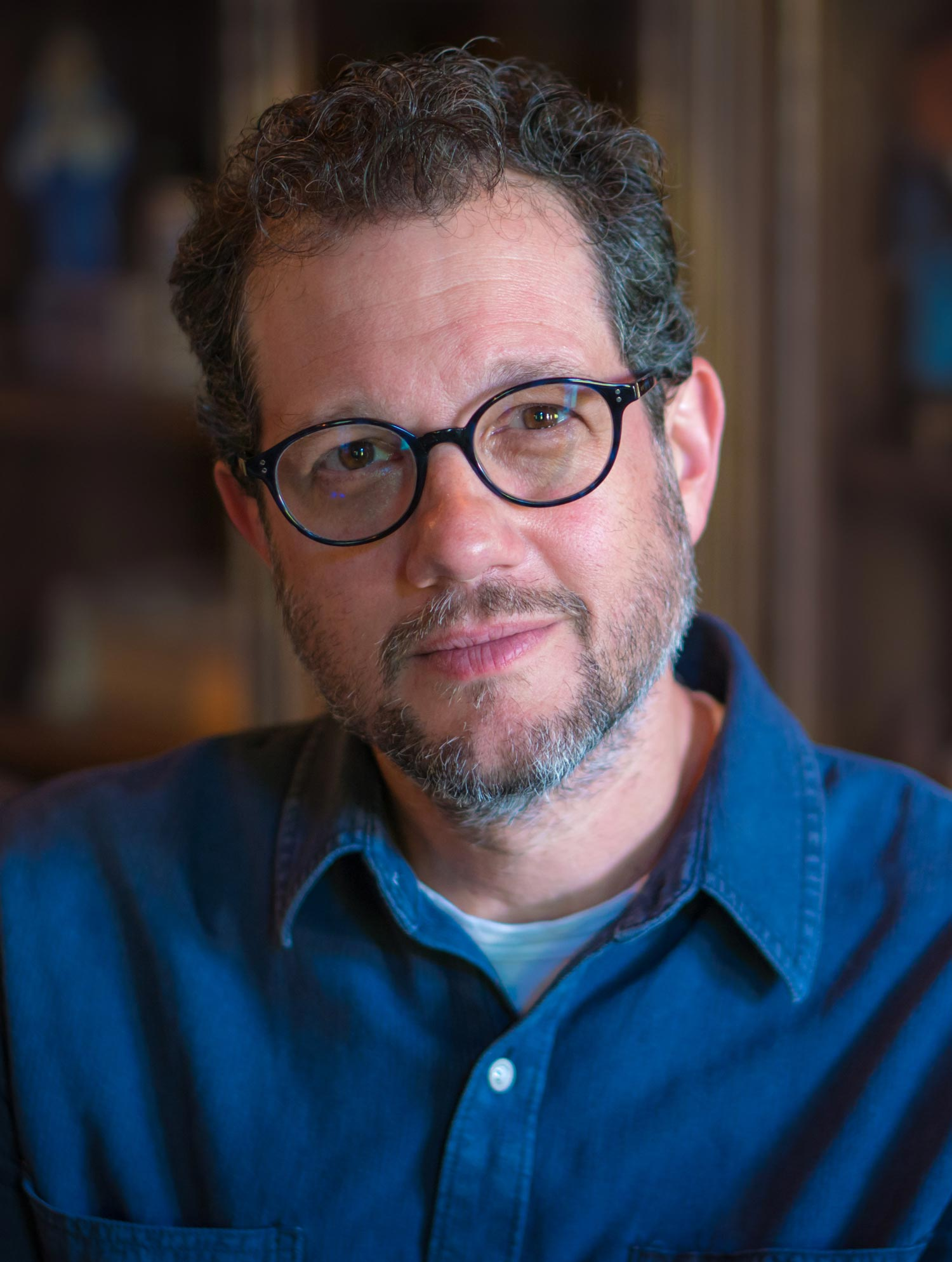
Michael Giacchino, compositeur principal de la bande originale du film.

### Supports et diffusions aux particuliers

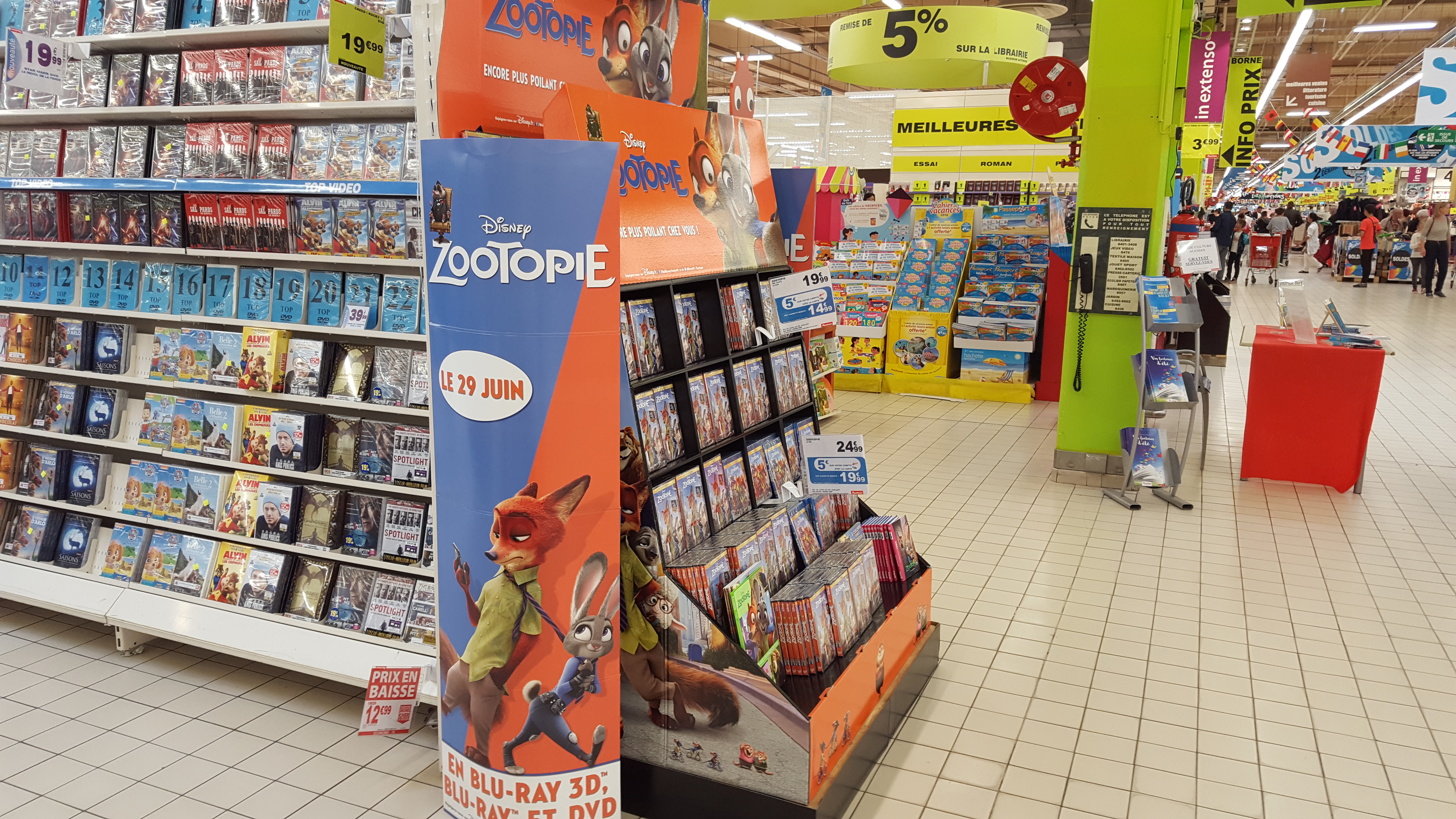
Tête de gondole présentant le DVD du film Zootopie, le jour de sa sortie en France, le 29 juin 2016.